# Nasometrie
Nasometrie ist eine Messmethode der Nasalität und wird oft als Synonym für die getrennte Schalldruckmessung verwendet. Dabei findet die Messung des nasalen und oralen Schalls voneinander separiert statt, um so den Anteil des Signals aus dem Mund- bzw. Nasenraum besser einschätzen zu können. Wichtig ist diese Methode in der Therapie der Hals-Nasen-Ohren-Kunde, wobei gerade für Patienten mit pathologischer Nasalität (beispielsweise bei Lippen-Kiefer-Gaumensegel-Spalten) der Fortschritt der Therapie dokumentiert werden kann. Aber auch die Phonetik nutzt diese Messmethode, um die Beschreibung der Laute noch präziser zu gestalten.

## Messgeräte
Für die Messung trägt der Patient ein Headset, das aus einer Platte besteht, die den oralen und nasalen Schall voneinander trennt. Ober- und unterhalb dieser Separatorplatte sind Mikrofone angebracht, die die Signale aufnehmen. Die Verarbeitung des Schalls erfolgt in dem Nasometer oder einem angeschlossenen Computer. Die Werte werden als Nasalanz ausgegeben.

### Nasometer
Nachdem an der Universität in Halle die ersten Bemühungen in Bezug auf die getrennte Schalldruckmessung nicht weiter verfolgt wurden, bemühte man sich seit den 1970er Jahren im angelsächsischen Raum, ein Gerät zur objektiven Messung der Nasalität herzustellen. Seit wenigen Jahren vertreibt Kay Elemetrics die neueste Geräteversion Nasometer II, Mod. 6400. 
Um die Ergebnisse optimal darstellen zu können, findet vor der Ausgabe der Werte auf einem Monitor, eine Filterung statt.

### NasalView
Da das Nasometer in der Anschaffung sehr kostenintensiv und damit für Therapeuten außerhalb von großen Kliniken eher ungeeignet ist, entwarf Awan 1995 das NasalView (Tiger Electronics). 
Die Funktionsweise unterscheidet sich kaum von der des Nasometers. Allerdings werden die Daten in einem angeschlossenen Computer ausgewertet, wobei zuvor keine Filterung stattfindet.